# Seitenstechen
Seitenstechen (von mittelhochdeutsch stëchen „stechender Schmerz“), auch als Seitenstiche bezeichnet, ist ein Schmerz unbekannter Ursache in der Gegend der Milz (auf der linken Körperseite) oder Leber (rechte Körperseite), der bei anhaltender körperlicher Anstrengung auftreten kann, z. B. bei Ausdauerläufen.

## Ursachen
Die hinter dem Seitenstechen stehenden Mechanismen sind nicht vollständig geklärt.
Als Ursache wurde lange Zeit die zu schnelle Entleerung der Blutreserven aus Leber und Milz angenommen. Da die Schmerzen verstärkt dann auftreten, wenn die körperliche Belastung unmittelbar nach dem Essen erfolgt, kann die Ursache der Schmerzen nach einer anderen Theorie auch vom Magen herrühren.
Heute wird im Allgemeinen von zwei Erklärungsansätzen für Seitenstechen ausgegangen. Die durch körperliche Belastung hervorgerufene Mehrdurchblutung der Milz führt zu einer Anschwellung des Organs und dadurch zu einer Dehnung des Peritonealüberzugs sowie des Ligamentum splenocolicum. Aus dieser ungewohnten Dehnung resultiert vermutlich das als „Seitenstechen“ bezeichnete Missempfinden.
Eine zweite Theorie sagt aus, dass der Schmerz seine Ursache im Zwerchfell hat. Das Zwerchfell ist ein für die Atmung wichtiger Muskel im Bauchraum. Durch anhaltende intensive körperliche Belastung kommt es zu einer tiefen und schnellen Atmung und das Zwerchfell wird stark belastet. Der zusätzliche Sauerstoffmangel führt dann zu den bekannten krampfartigen Schmerzen im Oberbauch.

## Gegenmaßnahmen
Mit zunehmender Ausdauerfähigkeit sinkt die Anfälligkeit für Seitenstiche, da das Zwerchfell besser trainiert ist. Generell sollte vorbeugend die Stärke der Anstrengung gesenkt werden, also z. B. langsamer laufen, um die Seitenstiche zu vermeiden. Bei akutem Auftreten hilft es oft, die Anstrengung kurzzeitig zu verringern, z. B. indem man eine Gehpause einlegt und erst nach Abklingen des Schmerzes weiterläuft. Durch tiefes Ausatmen mit Unterstützung der Bauchmuskulatur wird zusätzlich das Zwerchfell gedehnt und der Krampf gelöst. Massieren der entsprechenden Stelle hilft ebenfalls, den Schmerz zu mildern. Durch Drücken mit der Hand wird die verkrampfte Stelle von außen entspannt. Außerdem sollte eine sportliche Anstrengung direkt nach dem Essen vermieden werden.